# Ernst Jansen Steur
Ernst Nicolaas Herman Jansen (Kamperland, 24 oktober 1945 – Bad Bentheim, 7 december 2023), beter bekend onder zijn aangenomen naam Ernst Jansen Steur, was een Nederlandse neuroloog die bij het grote publiek bekend werd doordat hij werd beschuldigd van het stellen van onjuiste diagnoses, en ontslagen werd bij het ziekenhuis waar hij werkte.

## Loopbaan
Jansen Steur was in de functie van neuroloog werkzaam bij het Medisch Spectrum Twente (MST). Indertijd werd hij bekend door en geroemd om zijn onderzoek naar de ziekte van Alzheimer, de ziekte van Parkinson en multiple sclerose. Hij promoveerde in 1994 aan de Rijksuniversiteit Limburg op een onderzoek naar de ziekte van Parkinson. Op 24 juli 2002 werd hij in zijn functie als Parkinson-deskundige geïnterviewd in het tv-programma EenVandaag over de gezondheidstoestand van prins Claus, waarover hij zich ernstige zorgen zei te maken.
Jansen Steur kreeg in 1990 een ernstig verkeersongeluk, waaraan hij een gecompliceerde heupfractuur overhield. In 2000 raakte hij verslaafd aan midazolam (Dormicum), een kalmerend middel. Om aan dit middel te komen vervalste hij recepten van collega's. In de daaropvolgende jaren bleek Jansen Steur geregeld foutieve diagnoses te stellen, waarbij hij patiëntentests (MMSE) zelf invulde, röntgenfoto's van patiënten verwisselde en laboratoriumresultaten vervalste. Hij vertelde patiënten onder andere dat ze Alzheimer en Multiple Sclerose hadden. Een van die onjuiste diagnoses zou bij een patiënt tot zelfmoord hebben geleid. Op grond van de verkeerde diagnoses schreef hij ook onnodig zware medicijnen voor of liet hij patiënten onterecht een hersenoperatie ondergaan.
In 2004 werd Jansen Steur door de raad van bestuur van het MST gedwongen te vertrekken. Hij kreeg € 250.000 mee en kreeg, net als collega-artsen, een zwijgplicht opgelegd. Ook een gedupeerde patiënte kreeg, naast financiële compensatie, deze zwijgplicht. Letselschade-expert Yme Drost stelde de wanpraktijken voor het eerst in 2005 aan de kaak. Uiteindelijk vertegenwoordigde Drost ruim 200 slachtoffers in die affaire. In 2005 publiceerde De Twentsche Courant Tubantia over de verkeerde diagnoses, maar daarna bleef het stil. In 2009 ging echter het deksel van de beerput, nadat de journalisten Rob Vorkink (RTV Oost) en Lucien Baard (De Twentsche Courant Tubantia) zich in de kwestie vastbeten en de misstanden stap voor stap onthulden. Lucien Baard kreeg daarvoor in 2010 de landelijke journalistieke prijs De Tegel.

## Onderzoek en vervolging
In 2009 liet de raad van bestuur van het MST, voorgezeten door Herre Kingma, een onderzoek doen naar Jansen Steur. Deze was bij het aantreden van Kingma al gedwongen geweest te vertrekken en had zich uit het BIG-register laten uitschrijven. Het onderzoek, evenals een vervolgonderzoek, werd uitgevoerd door Wolter Lemstra, ex-burgemeester van Hengelo.
De Commissie-Lemstra rapporteerde op 1 september 2009 dat niet alleen het MST gefaald had, maar ook de Inspectie voor de Gezondheidszorg (IGZ), de instantie waaraan Kingma leiding gaf in de jaren waarin de affaire zich afspeelde. Lemstra stelde vast dat Jansen Steur al vanaf 1992 niet meer goed gefunctioneerd had en dat het MST dat jarenlang niet voldoende had aangepakt.
Minister Ab Klink stelde vervolgens een tweede onafhankelijke onderzoekscommissie in, voorgezeten door Rein Jan Hoekstra. Deze commissie ondersteunde de eerdere conclusies van de Commissie-Lemstra. De IGZ had gefaald, door te laat in actie te komen en geen aangifte te doen van diefstal van medicijnen en van vervalsing van recepten door Jansen Steur. Overigens kwam er ook kritiek op het MST en de behandelende artsen van Jansen Steur, namelijk dat zij weinig medewerking aan het onderzoek van de IGZ hadden verleend. Beide behandelende artsen beriepen zich op hun medisch beroepsgeheim. De IGZ stelde echter in een eigen onderzoek, dat bekend werd gemaakt op 17 februari 2009, dat zij haar taak correct had uitgeoefend.
In oktober 2009 werd bekend dat Jansen Steur zich voor de rechter moest verantwoorden, naar aanleiding van aangiften bij het zogeheten Lippstadt-team van de politie, dat onderzoek deed naar Jansen Steur. Op dat moment waren bij dat team al 135 klachten tegen de neuroloog binnengekomen. Justitie in Almelo noemde deze zaak 'de grootste medische strafzaak ooit in Nederland'. Op de eerste zittingsdag, 28 november 2012, werd bekend dat Jansen Steur verdacht werd van 21 strafbare feiten, waaronder het toebrengen van zwaar lichamelijk en geestelijk leed door verkeerde diagnoses en behandelingen bij acht patiënten, het tot zelfmoord brengen van één patiënte, en diefstal, verduistering en valsheid in geschrifte. In totaal deden 40 mensen aangifte tegen Jansen Steur. Letselschaderegelaar Yme Drost deed ook aangifte namens enkele tientallen gedupeerde patiënten, en namens de nabestaanden van drie patiënten die overleden waren na een behandeling van Jansen Steur.
Ook werd aangifte gedaan van wetenschappelijke fraude. Na onderzoek van de Commissie-Lemstra bleek dat Jansen Steur onderzoeksresultaten voor een artikel in The Lancet vervalst had.
Op 1 november 2013 diende de tuchtzaak in Zwolle en op maandag 4 november 2013 begon in Almelo de strafzaak. Op 3 december eiste het Openbaar Ministerie voor de rechtbank in Almelo zes jaar cel. De aanklager wilde ook dat Jansen (op dat moment 68 jaar) nog voor het vonnis werd vastgezet, omdat hij misschien zou kunnen vluchten. Op 11 februari 2014 deed de rechtbank uitspraak: Jansen Steur kreeg drie jaar onvoorwaardelijke gevangenisstraf opgelegd. De rechtbank achtte bewezen dat Jansen Steur zich ten minste achtmaal schuldig heeft gemaakt aan mishandeling, althans de gezondheid van zijn patiënt heeft benadeeld, door te handelen in strijd met het goed hulpverlenerschap (art. 7:453 BW) door het stellen van verkeerde diagnoses. Daarnaast heeft hij zich volgens de rechtbank schuldig gemaakt aan diefstal en valsheid in geschrifte. De veroordeelde en het OM gingen in hoger beroep.
Op 18 december 2014 begon het hoger beroep bij het hof in Arnhem. De advocaat van Jansen Steur, Peter Plasman, stelt dat Jansen Steur ten tijde van de verkeerde diagnoses verminderd toerekeningsvatbaar was, door zowel zijn medicijnverslaving alsook door ernstig hersenletsel na zijn auto-ongeluk.
Op 18 juni 2015 volgde vrijspraak voor de medische delicten. Wel werd hij veroordeeld tot zes maanden voorwaardelijke gevangenisstraf voor verduistering en valsheid in geschrifte. Het OM ging in cassatie en bracht de zaak naar de Hoge Raad. Volgens de aanklagers zou namelijk wel opzet in het spel moeten zijn. Op 17 mei 2016 handhaafde de Hoge Raad de uitspraak van het hof: vrijspraak.
Voormalig MST-bestuurder Tom Zijlstra, die medeverantwoordelijkheid droeg, schreef in 2016 een boek over de zaak.

## Werk na 2004 in Duitsland
Na zijn gedwongen vertrek bij het MST in 2004 vertrok Jansen Steur naar Duitsland, waar hij werk vond in verscheidene privé-klinieken. In de Schlossberg Klinik in Bad Laasphe werd hij op staande voet ontslagen toen RTV Oost-journalist Rob Vorkink en journalist Lucien Baard van De Twentsche Courant Tubantia hem 15 januari 2009 daar traceerden en daarover publiceerden. Een jaar later vonden dezelfde journalisten hem opnieuw, nu in een kliniek in Nienburg. Hij werkte daar via een Facharzt Agentur in Bielefeld.
Op 4 januari 2013 werd bekend dat Jansen Steur bij het ziekenhuis Klinik am Gesundbrunnen in Heilbronn werkte als neuroloog. RTV Oost-journalist Rob Vorkink herkende de stem van Jansen Steur toen hij hem opbelde, ook al zei de persoon die opnam, dat het een persoonsverwisseling betrof. Ook NOS-verslaggever Marc Hamer merkte dat personeelsleden foto's van Jansen Steur herkenden.
Overigens mocht Jansen Steur formeel in dat ziekenhuis werken. Hij had al lang voordat er een gerechtelijk onderzoek tegen hem liep een vergunning verworven om in Duitsland als arts te mogen werken. Jansen Steur was in 2009 uitgeschreven uit het BIG-register, waardoor hij in Nederland niet meer als arts mocht werken, maar zolang hij in Nederland slechts een niet-veroordeelde verdachte was, kon hem niet verboden worden in het buitenland als arts te werken.
Op 5 januari 2013 meldde de NOS dat Jansen Steur bij het ziekenhuis in Heilbronn, waar men overigens wel op de hoogte was van zijn Nederlandse verleden, ontslagen was. Dit zou gebeurd zijn naar aanleiding van de ophef in Nederland. Hij zou in Duitsland minstens één medische ingreep, te weten een ruggenmergpunctie, hebben uitgevoerd. Deze ingreep zou lang en pijnlijk zijn geweest, en de patiënt, een 33-jarige vrouw, was dagenlang immobiel geweest. Een collega bevestigde dat er tijdens die ingreep ook iets fout was gegaan.

## Persoonlijk
Jansen Steur leefde gescheiden van tafel en bed van een gepensioneerde kinderspecialiste. Het echtpaar kreeg een dochter en een zoon, die beiden ook arts zijn.
Jansen Steur overleed in december 2023 op 78-jarige leeftijd in het Duitse Bad Bentheim aan de gevolgen van een longontsteking.

### Naam
De vader van Jansen Steur was de in Duitsland geboren doctor Wilhelm Jansen, gepromoveerd in de wis- en natuurkunde, die in 1935 als spion voor Adolf Hitler naar Nederland kwam. Hij was actief lid van de NSB en gaf lezingen aan de SS. Zijn naziverleden werd aanvankelijk geheim gehouden voor zijn vijf kinderen, maar dit werd alsnog bekend toen zijn zoon Ernst trouwde met de kleindochter van een verzetsstrijder uit het Zeeuwse Wissenkerke. De oude verzetsman vertrouwde Jansen senior niet en ging diens gangen na. Zoon Ernst verbrak, nadat vader Wilhelm Jansen eind jaren zestig zijn NSB-verleden had opgebiecht, direct het contact met zijn vader en veranderde zijn achternaam Jansen in Jansen Steur door de geboortenaam van zijn moeder er bij te noemen. 'Jansen Steur' is de naam waaronder hij nadien bekend werd, maar hij is niet officieel onder deze naam geregistreerd.
- International Standard Name Identifier: 0000 0003 9533 0987
- Library of Congress Control Number: n2017182202
- Nederlandse Thesaurus van Auteursnamen: 070231222
- Virtual International Authority File: 290056443
- WorldCat: E39PBJqk7d9JyJd9hQ6993tFrq